# Ірма (Альберта)
Ірма (англ. Irma) — село в Канаді, у провінції Альберта, у складі муніципального району Вейнрайт № 61.

## Населення
За даними перепису 2016 року, село нараховувало 521 особу, показавши зростання на 14,0%, порівняно з 2011-м роком. Середня густина населення становила 389 осіб/км².
З офіційних мов обидвома одночасно володіли 20 жителів, тільки англійською — 500. Усього 30 осіб вважали рідною мовою не одну з офіційних.
Працездатне населення становило 280 осіб (65,1% усього населення), рівень безробіття — 8,9% (11,4% серед чоловіків та 0% серед жінок). 83,9% осіб були найманими працівниками, а 16,1% — самозайнятими.
Середній дохід на особу становив $50 732 (медіана $40 832), при цьому для чоловіків — $65 381, а для жінок $32 542 (медіани — $57 301 та $25 280 відповідно).
30,2% мешканців мали закінчену шкільну освіту, не мали закінченої шкільної освіти — 14%, 55,8% мали післяшкільну освіту, з яких 33,3% мали диплом бакалавра, або вищий.
| Статево-вікова структура населення | Статево-вікова структура населення | Статево-вікова структура населення | Статево-вікова структура населення | Статево-вікова структура населення |
| ---------------------------------- | ---------------------------------- | ---------------------------------- | ---------------------------------- | ---------------------------------- |
|                                    |                                    |                                    |                                    |                                    |
| Всього                             | Всього                             | 52,4%47,6%                         |                                    |                                    |
| 0 — 14 років                       | 0 — 14 років                       |                                    | 18,1%                              | 18,1%                              |
| 15 — 64 років                      | 15 — 64 років                      |                                    | 63,8%                              | 63,8%                              |
| 65 і більше                        | 65 і більше                        |                                    | 18,1%                              | 18,1%                              |
| 85 і більше                        | 85 і більше                        |                                    | 1%                                 | 1%                                 |
| Середній вік (років)               | Середній вік (років)               | 40,639,1                           | 39,9                               | 39,9                               |
| Медіана (років)                    | Медіана (років)                    | 38,837,5                           | 38,2                               | 38,2                               |
| — чоловіки — жінки                 |                                    |                                    |                                    |                                    |

| Походження мешканців:     | Походження мешканців:     | Походження мешканців: | Походження мешканців: | Походження мешканців: |
| ------------------------- | ------------------------- | --------------------- | --------------------- | --------------------- |
| Походження                |                           |                       | осіб                  | %                     |
| Корінні американці        | Корінні американці        |                       | 30                    | 5.61%                 |
| Інше північноамериканське | Інше північноамериканське |                       | 135                   | 25.23%                |
| Європейське               | Європейське               |                       | 405                   | 75.7%                 |
| британське                | британське                |                       | 325                   | 60.75%                |
| французьке                | французьке                |                       | 95                    | 17.76%                |
| українське                | українське                |                       | 50                    | 9.35%                 |
| Латинськоамериканське     | Латинськоамериканське     |                       | 10                    | 1.87%                 |
| Азійське                  | Азійське                  |                       | 80                    | 14.95%                |

| Зайнятість населення за галузями (за класифікацією NOC): | Зайнятість населення за галузями (за класифікацією NOC): | Зайнятість населення за галузями (за класифікацією NOC): | Зайнятість населення за галузями (за класифікацією NOC): | Зайнятість населення за галузями (за класифікацією NOC): |
| -------------------------------------------------------- | -------------------------------------------------------- | -------------------------------------------------------- | -------------------------------------------------------- | -------------------------------------------------------- |
|                                                          |                                                          |                                                          |                                                          |                                                          |
| Управління                                               | Управління                                               |                                                          | 8,9%                                                     | 8,9%                                                     |
| Бізнес, фінанси та адміністрування                       | Бізнес, фінанси та адміністрування                       |                                                          | 7,1%                                                     | 7,1%                                                     |
| Природничі та прикладні науки                            | Природничі та прикладні науки                            |                                                          | 3,6%                                                     | 3,6%                                                     |
| Освіта, правозахист, муніципальні та урядові служби      | Освіта, правозахист, муніципальні та урядові служби      |                                                          | 14,3%                                                    | 14,3%                                                    |
| Роздрібна торгівля та послуги                            | Роздрібна торгівля та послуги                            |                                                          | 16,1%                                                    | 16,1%                                                    |
| Гуртова торгівля, транспорт та обладнання                | Гуртова торгівля, транспорт та обладнання                |                                                          | 33,9%                                                    | 33,9%                                                    |
| Природні ресурси, сільське господарство                  | Природні ресурси, сільське господарство                  |                                                          | 10,7%                                                    | 10,7%                                                    |

## Клімат
Середня річна температура становить 2,1°C, середня максимальна – 21,9°C, а середня мінімальна – -21,8°C. Середня річна кількість опадів – 406 мм.
| Клімат поселення                              | Клімат поселення | Клімат поселення | Клімат поселення | Клімат поселення | Клімат поселення | Клімат поселення | Клімат поселення | Клімат поселення | Клімат поселення | Клімат поселення | Клімат поселення | Клімат поселення | Клімат поселення |
| Показник                                      | Січ.             | Лют.             | Бер.             | Квіт.            | Трав.            | Черв.            | Лип.             | Серп.            | Вер.             | Жовт.            | Лист.            | Груд.            |                  |
| Середній максимум, °C                         | −8,66            | −6,26            | 1,05             | 10,41            | 17,06            | 21,30            | 21,90            | 21,17            | 15,59            | 9,62             | −0,36            | −8,11            |                  |
| Середня температура, °C                       | −15,2            | −12,81           | −5,49            | 3,87             | 10,51            | 14,74            | 16,95            | 16,21            | 10,65            | 4,66             | −5,32            | −13,06           |                  |
| Середній мінімум, °C                          | −21,75           | −19,35           | −12,04           | −2,66            | 3,97             | 8,20             | 12,00            | 11,27            | 5,70             | −0,28            | −10,25           | −18,01           |                  |
| Норма опадів, мм                              | 20               | 12               | 18               | 25               | 40               | 74               | 72               | 58               | 36               | 16               | 18               | 17               |                  |
| Середньомісячна швидкість вітру, м/с          | 3.90             | 3.84             | 3.94             | 4.20             | 4.13             | 3.80             | 3.50             | 3.30             | 3.60             | 3.90             | 4.00             | 3.90             |                  |
| Середньомісячна сонячна радіація, кДж/м²·день | 3771             | 7369             | 12436            | 17423            | 20915            | 22157            | 22561            | 18904            | 12877            | 7798             | 3985             | 2712             |                  |
| --------------------------------------------- | ---------------- | ---------------- | ---------------- | ---------------- | ---------------- | ---------------- | ---------------- | ---------------- | ---------------- | ---------------- | ---------------- | ---------------- | ---------------- |
| Джерело:                                      |                  |                  |                  |                  |                  |                  |                  |                  |                  |                  |                  |                  |                  |